# Cầu Rạch Miễu
Cầu Rạch Miễu là cầu dây văng nối liền hai tỉnh Đồng Tháp và Vĩnh Long.
Bờ bắc của cầu là phường Thới Sơn, tỉnh Đồng Tháp, bờ nam là xã Phú Túc, tỉnh Vĩnh Long, cách thành phố Bến Tre cũ 10 km. Đây là công trình do Việt Nam tự đầu tư, với thiết kế và tổng thầu là các công ty Việt Nam. Cây cầu khi hoàn thành giúp tỉnh Vĩnh Long thoát khỏi thế cô lập về giao thông đường bộ. Ngoài cầu chính, công trình này còn bao gồm đường dẫn hai đầu.

## Thông tin về cầu
Cầu Rạch Miễu nằm trên quốc lộ 60 bắc qua sông Tiền, cách bến phà cũ khoảng 1 km về phía thượng lưu. Đây là cầu dây văng lớn thứ ba được xây dựng ở đồng bằng sông Cửu Long (cầu Mỹ Thuận do Úc thiết kế và thi công, cầu Cần Thơ do Nhật thiết kế và thi công) và là cây cầu đầu tiên do chính các kỹ sư Việt Nam thiết kế và thi công theo công nghệ mới.
- Chiều dài: 8331 m kể cả đường nối hai đầu cầu. Riêng phần cầu chính gồm 2 cầu số 1 và số 2 có tổng chiều dài 2.868 m, trong đó có một phần là kết cấu dây văng bố trí nhịp 117m+270m+117m, chiều cao tĩnh không thông thuyền 37,5m. Ở giữa cầu là cù lao Thới Sơn. Cầu số 2 dài 990m gồm các nhịp có chiều dài tới 90m để thông thuyền với chiều cao 7m là dầm bê tông cốt thép dự ứng lực thi công theo phương pháp đúc hẫng cân bằng. Các nhịp cầu dẫn là nhịp dầm Super T chiều dài mỗi nhịp 40m.[2] Hai đoạn đường nối hai đầu có tổng chiều dài 5.463m và 2 cầu chính có tổng chiều dài 2.868m bắc qua hai nhánh sông Tiền và cù lao Thới Sơn.

7 giờ 30 sáng 20/8, Bộ GTVT cùng hai tỉnh Bến Tre và Tiền Giang đã tổ chức lễ hợp long trọng nối 2 nhịp dây văng chính của cầu Rạch Miễu, nối tỉnh Bến Tre với Tiền Giang
- Chiều dài nhịp chính: chiều dài 270 m và chiều cao thông thuyền là 37,5 m cho phép tàu 10.000 tấn có thể đi qua.[2]
- Chiều rộng cầu: rộng 15 m cho 2 làn xe ô tô và 2 làn xe máy có phần đường cho người đi bộ hai bên
- Tổng thầu thi công: Tổng công ty xây dựng công trình giao thông 1, 5 và 6 (Bộ Giao thông vận tải)[1]
- Tải trọng cầu: 60 tấn
- Tổng mức đầu tư khoảng: 3.300 tỷ đồng

## Đánh giá
Cây cầu đã xóa bỏ thế cô lập về giao thông đường bộ giữa Vĩnh Long (khu vực thuộc tỉnh Bến Tre cũ) và các tỉnh lân cận, tạo điều kiện để phát triển kinh tế phía Nam và Vĩnh Long, tạo thuận lợi cho người dân khi lưu thông theo hướng Quốc lộ 60.

## Ảnh

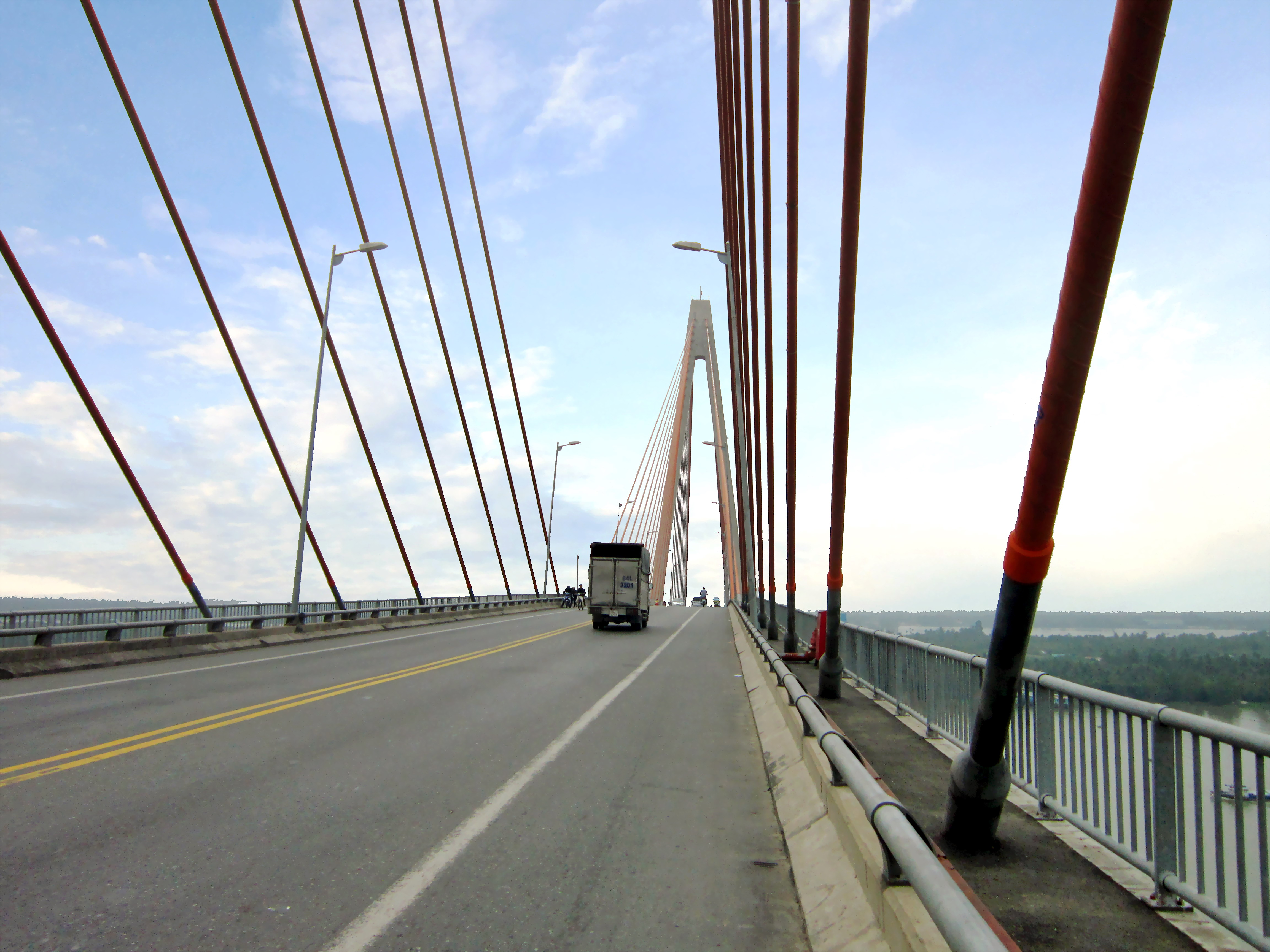
Trên cầu Rạch Miễu.
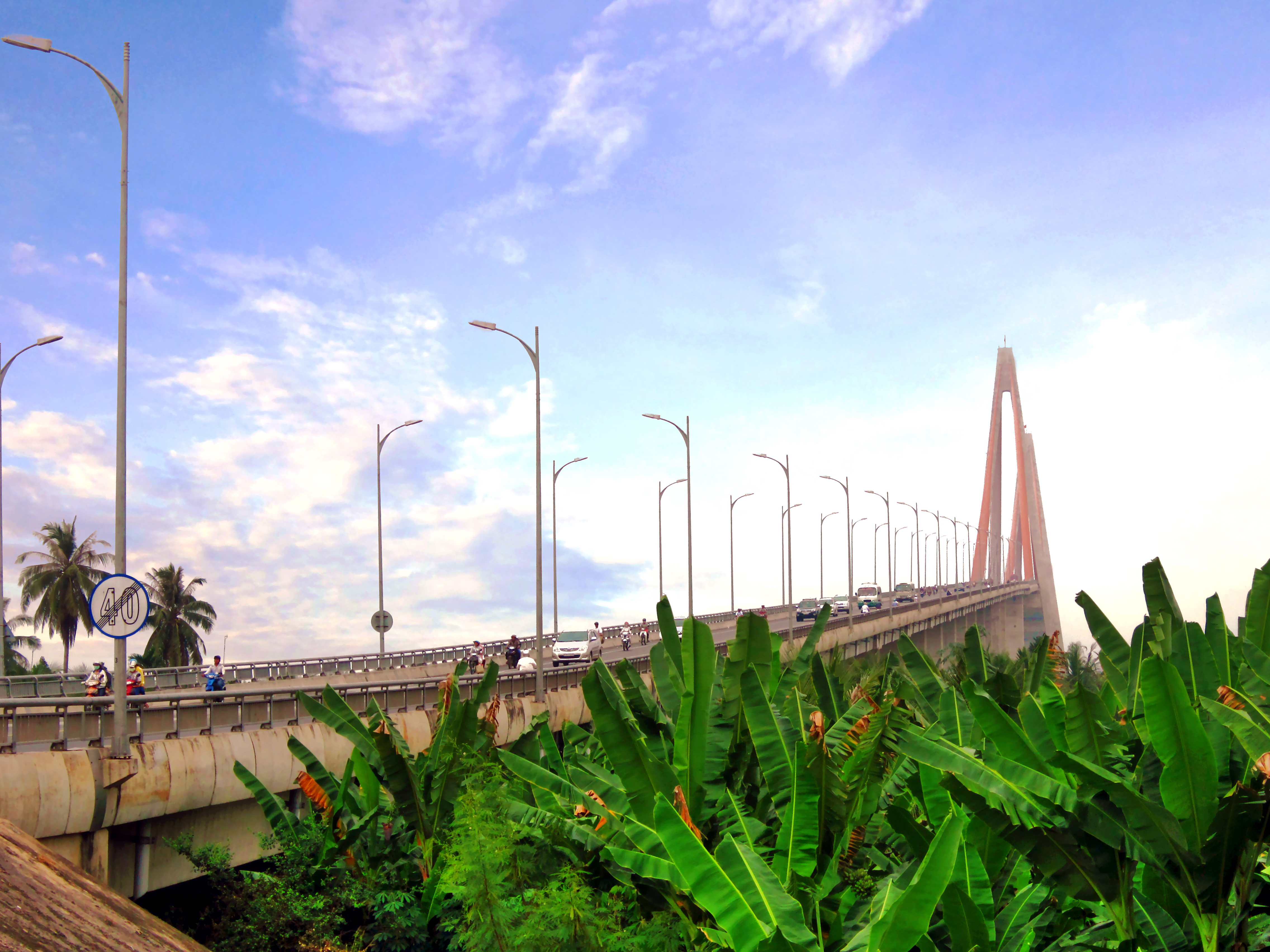
Dốc cầu Rạch Miễu bên bờ Nam.
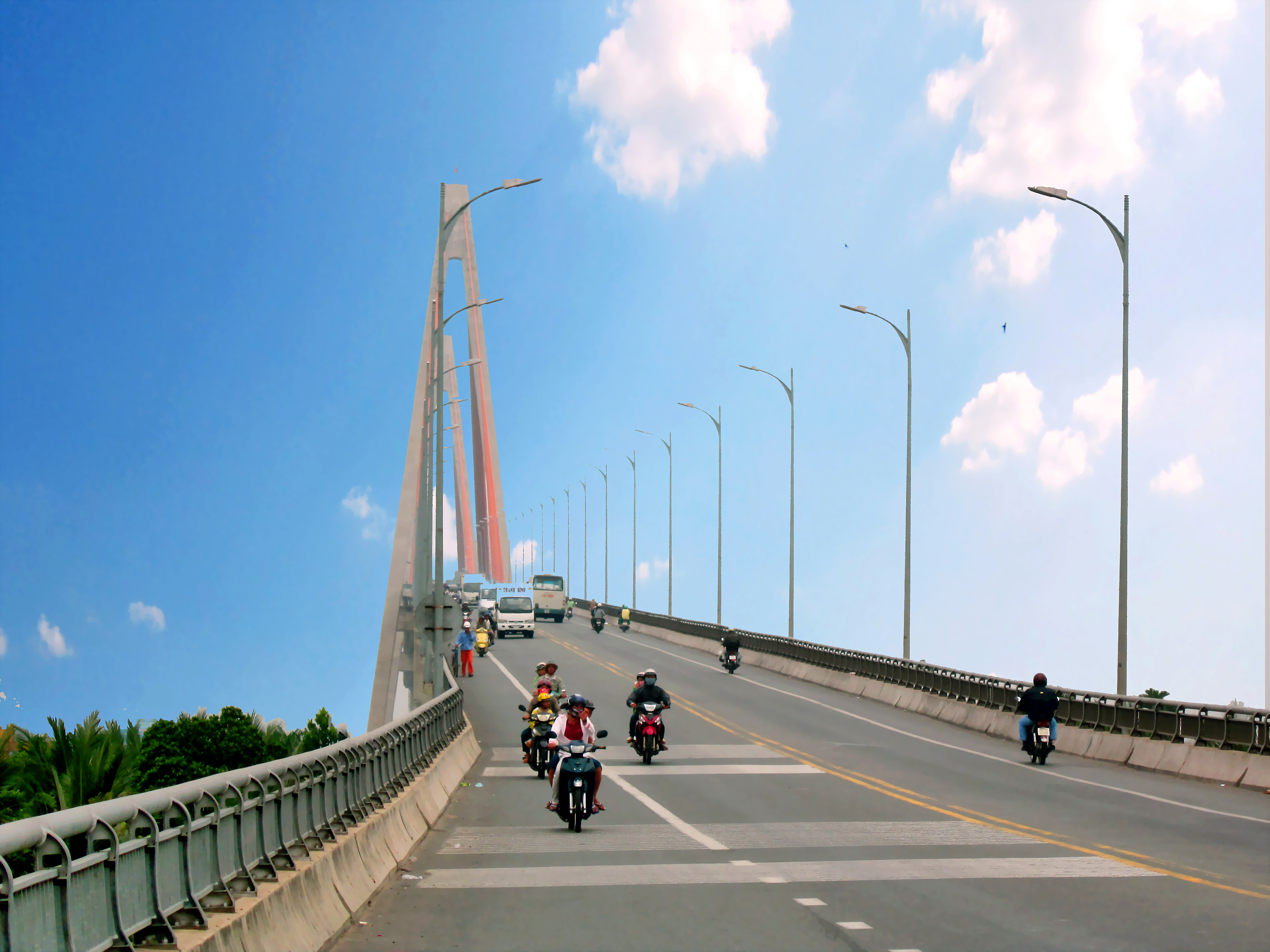
Dốc cầu Rạch Miễu bên bờ Nam (ảnh 2).
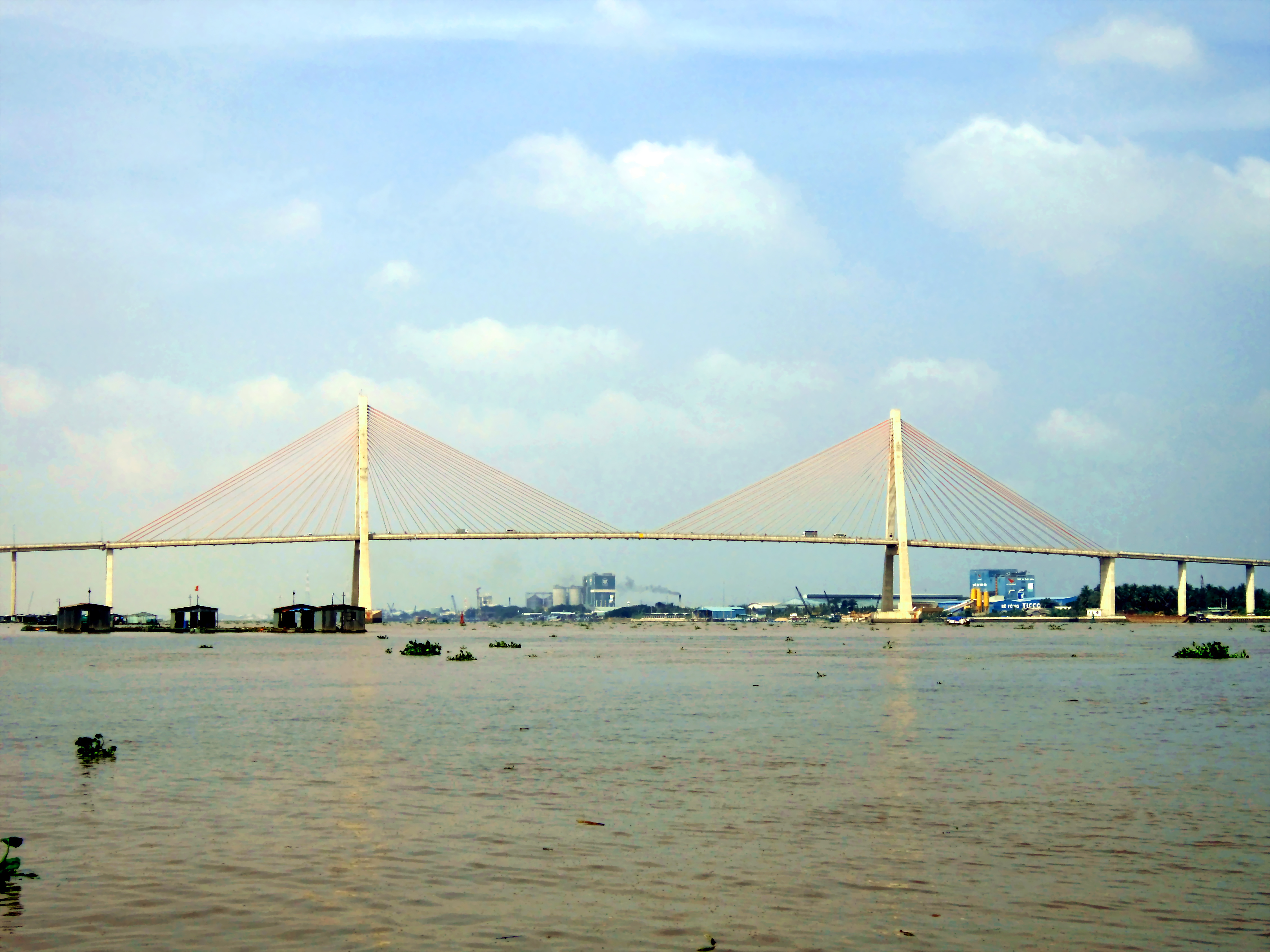
Cầu Rạch Miễu (nhìn từ xa).